# ヒッコリー (ノースカロライナ州)
ヒッコリー（英: Hickory）は、アメリカ合衆国ノースカロライナ州のカトーバ郡にある都市。人口は4万3490人（2020年）。市域の一部はバーク郡とコールドウェル郡にも入っている。ヒッコリーは、ヒッコリー・レノア・モーガントン都市圏の主要都市である。広域ではシャーロット・コンコード広域都市圏に含まれる。

## 歴史
1850年代、大きなヒッコリーの木の下に、ヘンリー・ロビンソンが丸太製の酒場を建てた。「ヒッコリー・タバーン」の市は"ドルフ"・シャフォードが共同設立者になった。1863年に設立され、1873年にヒッコリー市に改名された。
「ヒッコリー・タバーン」の市で1859年に最初の列車が運行された。1858年、市内の最初の区画がヘンリー・リンクに45ドルで販売された。その家は「1859年カフェ」レストランと呼ばれていたが、2011年に閉鎖された。ヒッコリーの町はノースカロライナ州で初めてのものが多かった。1913年には州内で初めて市政委員会・マネジャー方式の政府が採用された。1888年には初めて電灯が設置され、1904年には初めて下水道設備ができた。
1868年、ドイツ改革派グレースチャージの牧師ジェレマイア・インゴルド博士が、ヒッコリーでは初の学校であるフリー・アカデミーを設立した。
1891年、レノア・ライン大学（当時はハイランド・アカデミー）が、ルーテル教会の4人の牧師によって設立され、最初の生徒は12人だった。
ヒッコリーにはアメリカ合衆国で最古クラスの家具メーカーがあり、今も最初の場所にあり操業を続けている。元はヒッコリー製造会社と呼ばれていたヒッコリー・ホワイトが1902年に建設され、以降連続して運営されている。第二次世界大戦中、この工場では家具の代わりにアメリカ軍用弾薬箱を製造した。
ヒッコリーは第二次世界大戦後の時代に「ヒッコリーの奇跡」と言われていた。1944年、ヒッコリーの周辺地域は（カトーバ・バレー）かつて記録されたことのないようなポリオが発生した中心地となった。当時子供だった住民は、この病気への感染を恐れて、外で遊んだり友人を訪れたりしないようされていた夏のことを回想している。地元の施設は患者を治療するために適切ではなかったので、ヒッコリー市民とマーチ・オブ・ダイムズ基金が地域の子供の治療を行うための病院を建設する決断をした。この決断が行われてから、装置、医者、患者が新しい施設に入るまで、54時間足らずだった。さらに幾つかの建物が直ぐに追加された。赤十字当局がそのプロジェクトを「これまで行われた中でも最も傑出した共同作業の例」と称賛した。
市内のアメリカ合衆国国家歴史登録財としては、次のものがある。クレアモント高校歴史地区、エリオット・カーネギー図書館、第一長老派教会、グレン・R・フライ博士邸、クレメント・ガイトナー邸、リー・アンド・ヘレン・ジョージ邸、ハリス・アーケード、ヒッコリー市役所ビル、ヒッコリー南西中心街歴史地区、ハイランド学校、ホラー・ホージャリー・ミルズ-ニットソックス・ニッティング・ミルズ、フークの礼拝堂、ケンワース歴史地区、ジョン・A・レンツ邸、ライアリー・フル・ファッションド・ミル、ジョン・アルフレッド・モレツ邸、オークウッド歴史地区、ピードモント・ワゴン社、プロプスト邸、リッジビュー公共図書館、シャフォード邸、ワイドナー・ロック邸、ウィスナント・ホージャリー・ミルズ、ヨーダーズ・ミルズ歴史地区である。

## 市民サービス

### 消防
ヒッコリー消防署は、消火、救急医療、公共教育、危険物資取り扱い、防火、検査を行う。常勤職員が136人いる。市内に戦略的に配置された駐屯所が7か所あり、緊急事態への反応時間を合理的にしている。

### 警察
ヒッコリー警察署は、常勤警察官152人がいる常時市民警察機関である。法の執行を行い、市民にコミュニティ・サービスを提供している。

### 公共事業
ヒッコリー公共事業部は、上水道、道路建設、交通、保守と修繕、洪水制御、ゴミ処理とリサイクル、水処理、公園とレクリエーション、土木、車両維持を行う。

### 救急医療サービス
カトーバ郡EMSが、先進救命支援輸送サービスを、ヒッコリー市を含むカトーバ郡全体に行う。救急車は、ヒッコリー、セントスティーブンス、マウンテンビューに駐屯している。待ち時間を減らすために、ヒッコリー消防署がまず反応し、救急車が到着するまで基礎救命支援を行う。ヒッコリー救急隊は、カトーバ郡部隊が利用できない時に搬送サービスを行う。

## 交通

### 空港
カトーバ郡内の主要商業空港はヒッコリー地域空港である。

### 大量輸送機関
グリーンウェイ交通が、ヒッコリーの他、コノバーやニュートンの公共交通を担当している。バスの定期便やパラトランジットがある。

### 主要高規格道路
州間高速道路40号線が市内を通っている。その他にアメリカ国道70号線、同321号線、ノースカロライナ州道127号線が通っている。

## スポーツ
ヒッコリーはメジャーリーグベースボールのテキサス・レンジャーズ傘下であるヒッコリー・クロウダッズが本拠地にしている。クラスAのサウス・アトランティックリーグに所属している。
市内にはヒッコリー・モーター・スピードウェイがあり、全国的に「NASCARのスター誕生地」として知られている。

## 地理と気候
ヒッコリーは北緯35度44分16秒 西経81度19分42秒 / 北緯35.73778度 西経81.32833度 (35.737682, −81.328372)に位置し、カトーバ郡では西部にある。バーク郡とコールドウェル郡にも一部が入っている。州間高速道路40号線が市内南部を通り、東はウィンストン・セーラムまで68マイル (109 km)、西はアシュビルまで75マイル (121 km) である。アメリカ国道70号線は古い東西方向の幹線道である。国道321号線が市の西部を通り、北西のブーンまで69 km、南のガストニアまで58 kmとなっている。
アメリカ合衆国国勢調査局に拠れば、市域全面積は29.8平方マイル (77.2 km2)であり、このうち陸地29.7平方マイル (76.9 km2)、水域は0.08平方マイル (0.2 km2)で水域率は0.31%である。
| ヒッコリー（ヒッコリー地域空港、1981年–2010年平均）の気候 | ヒッコリー（ヒッコリー地域空港、1981年–2010年平均）の気候 | ヒッコリー（ヒッコリー地域空港、1981年–2010年平均）の気候 | ヒッコリー（ヒッコリー地域空港、1981年–2010年平均）の気候 | ヒッコリー（ヒッコリー地域空港、1981年–2010年平均）の気候 | ヒッコリー（ヒッコリー地域空港、1981年–2010年平均）の気候 | ヒッコリー（ヒッコリー地域空港、1981年–2010年平均）の気候 | ヒッコリー（ヒッコリー地域空港、1981年–2010年平均）の気候 | ヒッコリー（ヒッコリー地域空港、1981年–2010年平均）の気候 | ヒッコリー（ヒッコリー地域空港、1981年–2010年平均）の気候 | ヒッコリー（ヒッコリー地域空港、1981年–2010年平均）の気候 | ヒッコリー（ヒッコリー地域空港、1981年–2010年平均）の気候 | ヒッコリー（ヒッコリー地域空港、1981年–2010年平均）の気候 | ヒッコリー（ヒッコリー地域空港、1981年–2010年平均）の気候 |
| 月                                                        | 1月                                                       | 2月                                                       | 3月                                                       | 4月                                                       | 5月                                                       | 6月                                                       | 7月                                                       | 8月                                                       | 9月                                                       | 10月                                                      | 11月                                                      | 12月                                                      | 年                                                        |
| --------------------------------------------------------- | --------------------------------------------------------- | --------------------------------------------------------- | --------------------------------------------------------- | --------------------------------------------------------- | --------------------------------------------------------- | --------------------------------------------------------- | --------------------------------------------------------- | --------------------------------------------------------- | --------------------------------------------------------- | --------------------------------------------------------- | --------------------------------------------------------- | --------------------------------------------------------- | --------------------------------------------------------- |
| 平均最高気温 °F （°C）                                    | 49.3 (9.6)                                                | 53.3 (11.8)                                               | 61.2 (16.2)                                               | 70.2 (21.2)                                               | 77.6 (25.3)                                               | 85.0 (29.4)                                               | 87.8 (31)                                                 | 86.3 (30.2)                                               | 80.1 (26.7)                                               | 70.6 (21.4)                                               | 61.2 (16.2)                                               | 51.2 (10.7)                                               | 69.48 (20.81)                                             |
| 平均最低気温 °F （°C）                                    | 29.6 (−1.3)                                               | 32.5 (0.3)                                                | 39.0 (3.9)                                                | 47.1 (8.4)                                                | 55.4 (13)                                                 | 64.3 (17.9)                                               | 67.9 (19.9)                                               | 67.0 (19.4)                                               | 60.1 (15.6)                                               | 48.5 (9.2)                                                | 39.5 (4.2)                                                | 31.7 (−0.2)                                               | 48.55 (9.19)                                              |
| 降水量 inch （mm）                                        | 3.69 (93.7)                                               | 3.64 (92.5)                                               | 4.29 (109)                                                | 3.69 (93.7)                                               | 3.66 (93)                                                 | 4.10 (104.1)                                              | 4.44 (112.8)                                              | 4.08 (103.6)                                              | 3.60 (91.4)                                               | 3.51 (89.2)                                               | 3.52 (89.4)                                               | 3.74 (95)                                                 | 45.96 (1,167.4)                                           |
| 降雪量 inch （cm）                                        | 3.7 (9.4)                                                 | 1.4 (3.6)                                                 | .6 (1.5)                                                  | .2 (0.5)                                                  | 0 (0)                                                     | 0 (0)                                                     | 0 (0)                                                     | 0 (0)                                                     | 0 (0)                                                     | 0 (0)                                                     | 0 (0)                                                     | .3 (0.8)                                                  | 6.3 (16)                                                  |
| 平均降水日数 （≥0.01 in）                                 | 8.6                                                       | 8.8                                                       | 9.9                                                       | 9.2                                                       | 10.9                                                      | 10.7                                                      | 11.6                                                      | 9.7                                                       | 7.9                                                       | 7.4                                                       | 8.5                                                       | 8.9                                                       | 112.1                                                     |
| 平均降雪日数 （≥0.1 in）                                  | .8                                                        | .7                                                        | .1                                                        | .1                                                        | 0                                                         | 0                                                         | 0                                                         | 0                                                         | 0                                                         | 0                                                         | 0                                                         | .2                                                        | 1.9                                                       |
| 出典：NOAA                                                |                                                           |                                                           |                                                           |                                                           |                                                           |                                                           |                                                           |                                                           |                                                           |                                                           |                                                           |                                                           |                                                           |

## 都市圏
ヒッコリーはヒッコリー・レノア・モーガントン大都市圏の中で最大の都市である。この都市圏にはカトーバ郡、バーク郡、コールドウェル郡、アレクサンダー郡が含まれており、2010年国勢調査時点の都市圏人口は365,497人だった。
この都市圏にはヒッコリー市の他に、レノア、モーガントン、コノバー、ニュートンの各市が含まれる。法人化された小さな町としては、ソーミルズ、グラニットフォールズ、バルディーズ、ロングビュー、ゲイムウェル、ハドソン、メイドン、カジャズマウンテン、ヒルデブラン、テイラーズビルがある。
都市圏には未編入の郊外町も含まれている。ドレクセル、コネリースプリングス、グレンアルパイン、クレアモント、ラザフォードカレッジ、カトーバ、シーダーロック、ブルックフォードである。

## 経済
ヒッコリー市の地域は昔から新しい産業や技術を取り入れ、その新しい機会に古くからの力と好ましい地形を適応させてきた。このやり方で、荷車製造のノウハウ、広大な森林に近いこと、2本の鉄道が交差する優れた輸送力が組み合わされ、家具産業が成長する基盤となった。同様に繊維産業の経験があることと、電力を得られやすかったので、光ファイバー・ケーブルや、感圧テープという新しい産業が生まれた。
ヒッコリー市の家具産業は以前ほど強くはなくなったが、依然として地域経済の主要な要素であり、マットレス・コイルの大手メーカーであるHSM（元ヒッコリー・スプリング、1944年設立）などがある。
ヒッコリーから半径320 km以内で生産されている家具の推計60%はヒッコリー産である。光ファイバー・ケーブルでは世界の40%がヒッコリーで生産されている。
ヒッコリー地域はデータ・センター回廊とも言われ、AppleやGoogleが大型データ・センターを運営している。ヒッコリーの南にあるアップルの数十億ドルを掛けたデータ・センターは世界でも最大級のものである。
ヒッコリーは都市圏の中で小売業の中心であり、バレーヒルズ・モールという地域最大のショッピングモールがある。

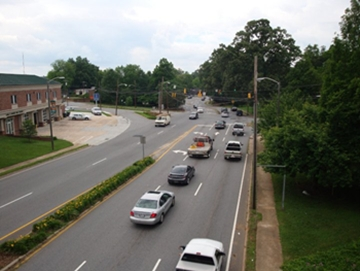
2番アベニュー

## 受賞歴と認知
ヒッコリーは「オール・アメリカン・シティ」に3度挙げられた。オール・アメリカン・シティ賞は毎年国内の10都市に与えられてきた。地域社会が共同して働き、重要な課題を達成する能力を評価するものである。ヒッコリーはこれまで1967年、1987年、2007年と20年毎に受賞してきた。
ヒッコリー市の公式ウェブサイドに拠れば、雑誌「リーダーズ・ダイジェスト」によってアメリカで生活し家族を育てる最良の場所の第10位にヒッコリー都市圏が挙げられ、雑誌「フォーブス」では事業を行うコスト面で第3位に挙げられた。
2013年、スマート・グロース・アメリカがヒッコリーを、国内でもスプロール現象が最も激しい地域に挙げた。

## 教育

### 小学校
- クライド・キャンベル小学校
- ジェンキンス小学校
- ロングビュー小学校
- マウンテンビュー小学校
- オークウッド小学校
- スノークリーク小学校
- サウスウェスト小学校
- ビューモント小学校
- ウェブ・A・マレー小学校
- セントスティーブンス小学校

### 中学校
- グランドビュー中学校
- ノースビュー中学校
- H・M・アーント中学校

### 高校
- ヒッコリー高校
- チャレンジャー・アーリーカレッジ高校
- ヒッコリー職業訓練・芸術マグネット高校
- セントスティーブンス高校

### 私立学校
- セントスティーブンス・ルーテル学校[27]
- ユニバーシティ・クリスチャン高校
- ヒッコリー・クリスチャン・アカデミー
- タバナクル・クリスチャン学校
- クリスチャン・ファミリー・アカデミー
- ヒッコリー・デイスクール
- コーナーストーン・クリスチャン・アカデミー（学習能力に差がある生徒に特化）

### 高等教育機関
- カトーバー・バレー・コミュニティカレッジ
- レノア・ライン大学
- アパラチアン・センター・アット・ヒッコリー
- ガードナー・ウェブ大学衛星キャンパス
- NC センター・フォー・エンジニアリング・テクノロジーズ

## 人口動態
以下は2010年国勢調査による人口統計データである。
| 基礎データ - 人口: 40,093 人 - 世帯数: 18,719 世帯 - 家族数: 9,952 家族 - 人口密度: 521.2人/km2（1,349.9 人/mi2） - 住居数: 18,719 軒 - 住居密度: 227.9軒/km2（640.4 軒/mi2） 人種別人口構成 - 白人: 74.9% - アフリカン・アメリカン: 14.3% - ネイティブ・アメリカン: 0.19% - アジア人: 3.2% - 太平洋諸島系: 0.06% - その他の人種: 3.08% - 混血: 1.46% - ヒスパニック・ラテン系: 11.4% 年齢別人口構成 - 18歳未満: 23.3% - 18-24歳: 11.2% - 25-44歳: 30.7% - 45-64歳: 21.3% - 65歳以上: 13.6% - 年齢の中央値: 35歳 - 性比（女性100人あたり男性の人口） - 総人口: 92.8 - 18歳以上: 89.7 | 世帯と家族（対世帯数） - 18歳未満の子供がいる: 27.9% - 結婚・同居している夫婦: 44.6% - 未婚・離婚・死別女性が世帯主: 12.3% - 非家族世帯: 39.1% - 単身世帯: 32.2% - 65歳以上の老人1人暮らし: 10.9% - 平均構成人数 - 世帯: 2.35人 - 家族: 2.98人 収入と家計 - 収入の中央値 - 世帯: 37,236米ドル - 家族: 47,522米ドル - 性別 - 男性: 31,486米ドル - 女性: 23,666米ドル - 人口1人あたり収入: 23,263米ドル - 貧困線以下 - 対人口: 11.3% - 対家族数: 8.4% - 18歳未満: 14.8% - 65歳以上: 7.0% |

ヒッコリーから半径40km以内の人口は36万4759人である。半径80kmでは180万人となる。

## ヒッコリー湖
ヒッコリー湖は1927年にヒッコリーの北東18 kmにオックスフォード・ダムを建設することでカトーバ川を堰き止めて造られた人工湖である。このダムはカトーバ川に架かるノースカロライナ州道16号線に並行している。この州道は州間高速道路40号線とテイラーズビルを繋いでいる。ダムの高さは37 m、全長は370 mある。放水路の長さは170 mである。
ヒッコリー湖には市の名前が付けられ、市の北縁に沿ってある。湖面積は4,223エーカー (17.09 km2)、湖岸線は105マイル (169 km) ある。満水時の湖面は標高935フィートである。ヒッコリー市、コノバー市、ロングビュー町の上水資源となっている。
デューク・エナジーがノースカロライナ州野生生物資源委員会との共同で、湖で5つの公共利用地域を管理している。

## メディア
- 新聞「ヒッコリー・デイリー・レコード」が週7日発行されている。
- 週刊紙「フォーカス・ニューズペーパー」は無料で配布され、地域の娯楽を扱っている[30]
- AMラジオ局 WHKY はニュースとトークの番組を流している。
- 同じくAMラジオ局 WAIZ、通称 "63 ビッグ・ウェイズ"は1950年代と1960年代のオールディーズを流し、またシャーロットのトップ40番組"61 ビッグ・ウェイズ"も流している。
- 地元のテレビ局は WHKY-TVである。
- 無料の「クレアモント・クーリエ」は毎月カトーバ郡全体に配布されている

## 著名な出身者
- トーリ・エイモス、シンガーソングライター、2歳までヒッコリーに住んでいた
- マディソン・バンガーナー、メジャーリーグベースボール選手、サンフランシスコ・ジャイアンツで2010年、2012年、2014年にワールドシリーズ制覇
- チャド・レイル、プロレスラー、リング名はガンナー、TNA所属
- トラヴィス・スチュアート、別名マシーンドラム、ミュージシャン